# Sphecosoma cognata
Sphecosoma cognata är en fjärilsart som beskrevs av Walker 1856. Sphecosoma cognata ingår i släktet Sphecosoma och familjen björnspinnare. Inga underarter finns listade i Catalogue of Life.